# Aibar
Aibar en espagnol ou Oibar en basque, est une ville et une municipalité de la communauté forale de Navarre dans le Nord de l'Espagne.
Elle est située dans la zone mixte de la province et à 44,2 km de sa capitale, Pampelune. Le secrétaire de mairie est aussi celui de Leache.

## Géographie

### Quartiers
Santa Maria, Toki Eder, La Milagrosa, Amalur, El Cerco, Jaminduriz, Blanca Navarra, Camino del Monte, San Juan, La ontina, Barrio opaco, Calle San Pedro, Calle Mayor, Calle del aguardintero, Calle Centro Iriarte, Barrio San Francisco Javier, Aritza, Calle Santiago Pla, Carretil.

### Localités limitrophes
Cáseda, Leache, Lumbier, Sangüesa, Rocaforte.

## Situation socio-linguistique
La langue majoritaire de la population est l'espagnol. En 2011, le pourcentage de bascophone était de 6,4 %. La municipalité est située dans la zone linguistique mixte depuis 2017, où certains services comme l'éducation et l'administration sont en espagnol et en basque. Quant à l'évolution de la langue basque dans cette zone, de 1991 à 2018, le poids relatif des bascophones dans la société navarraise n'a cessé d'augmenter, passant de 5,2 % à 12,4 % (de 9,5 % à 14,1 % pour l'ensemble de la Navarre).
Selon les cartes linguistiques historiques, dans la région d'Oibar, le basque était la langue d'usage depuis plusieurs siècles, mais entre la fin du XIIIe siècle et du XVIe siècle (1587), elle fut progressivement remplacée par l'espagnol.

## Démographie
| Évolution démographique                               | Évolution démographique | Évolution démographique | Évolution démographique | Évolution démographique | Évolution démographique | Évolution démographique | Évolution démographique | Évolution démographique | Évolution démographique | Évolution démographique |
| 1996                                                  | 1998                    | 1999                    | 2000                    | 2001                    | 2002                    | 2003                    | 2004                    | 2005                    | 2006                    | 2007                    |
| ----------------------------------------------------- | ----------------------- | ----------------------- | ----------------------- | ----------------------- | ----------------------- | ----------------------- | ----------------------- | ----------------------- | ----------------------- | ----------------------- |
| 933                                                   | 929                     | 930                     | 918                     | 931                     | 936                     | 928                     | 927                     | 939                     | 925                     | 923                     |
| Sources: Aibar et instituto de estadística de navarra |                         |                         |                         |                         |                         |                         |                         |                         |                         |                         |

## Archéologie
Sur le territoire d'Aibar on a découvert des haches polies dans le château de Javier. Au lieu nommé « El Llano » et à Soreta on trouve des restes de population romaine et à Solano, Lucio Sempronio Gémino a trouvé un bronze représentant un garçon dénudé se versant à boire d'une outre ainsi qu'un autel dédié à Jupiter.

## Patrimoine civil
La ferme se situe sur une colline en descendant depuis l'église bâtie sur le sommet de celle-ci. Les rues suivent un tracé tortueux sur la pente. Sur celle-ci donnent les maisons en maçonnerie de trois niveaux avec embrasures en arc. Les portées sont de « plein cintre » ou en arc. Certaines maisons ont la partie supérieure en adobe. Le village, avec ses ruelles, maisons nobles en arc, sont typiques. Il ne reste pas de vestiges de la muraille qui entourait et dominait la ville.
- Casa Arbeloa : maison seigneuriale de trois étages, en pierre autour de la porte en formant une arche en demi-arc et au-dessus un blason, deux lions se faisant dans un champ avec l'inscription : « DE LOS ARBELOA DE LOZANO ». Dans le champ, les deux lions se faisant face sur la partie supérieure et un animal passant au-dessous. Au-dessus du blason, une haute fenêtre plus une autre encore au-dessus. Dans la façade, deux balcons au niveau du second étage et un long balcon au niveau du troisième.
- Casa Aibar : maison en pierre de deux étages avec porte en mi-pointe et une fenêtre déprimée au-dessus. La clé du porche porte un blason avec un château.
- Casa Banderas : maison en pierre du XVIe siècle. De deux étages avec une porte en arche en pointe et au-dessus une fenêtre déprimée avec accoudoir de boules. Le blason situé sur la clé de la porte a été perdu.
- Casa Barrunta: maison du XVIe siècle à trois étages en pierre de taille avec deux portes en mi pointe, chacune avec son blason sur la clé, un Christ et une étoile, l'une d'elles modifiée pour la rendre déprimée. Au second étage s'ouvrent des fenêtres jumelles aux arcs en accolade au-dessus de chaque porte.
- Casa Sola-Esquilador : sur la route, incrustée sur une maison plus moderne, des restes d'une habitation du début du XVIe siècle en pierre de taille. La porte est en demi pointe avec moulure et de puissants voussoirs

## Histoire
Le roi Don Garcia y fut vaincu par les Maures en 885. Le roi de Castille, Juan I, y battit son fils Don Carlos révolté contre lui en 1451.

## Le réfrigérateur de Biscaye/Bizkaia
« En Navarra, bebimos (…) un azumbre de vino, más helado que si fuera deshecho cristal de los despeñados desperdicios de los nevados Alpes; porque vale tan barata la nieve en aquel país, que no se tiene por buen navarro el que no bebe frío y come caliente ». Vida y hechos de Estebadillo González, hombre de buen humor, compuesto por él mesmo, E. Gonzalez, cap. XII (1646).
« En Navarre, on boit (...) un azumbre de vin, plus froid que si que si l'on avait sorti des glaciers alpins; pourquoi la neige coute-elle si peu chèr dans ce pays, on est pas bon navarrais si on ne boit pas froid et mange chaud ». Vie et faits d'Estebadillo González, homme d'humour et composé par lui-même, chapitre XII (1646).
Durant le XVIIIe siècle, Aibar a compté plusieurs puits pour y déposer de la neige et de la glace pour une consommation ultérieure.